# Yonge-Dundas Square

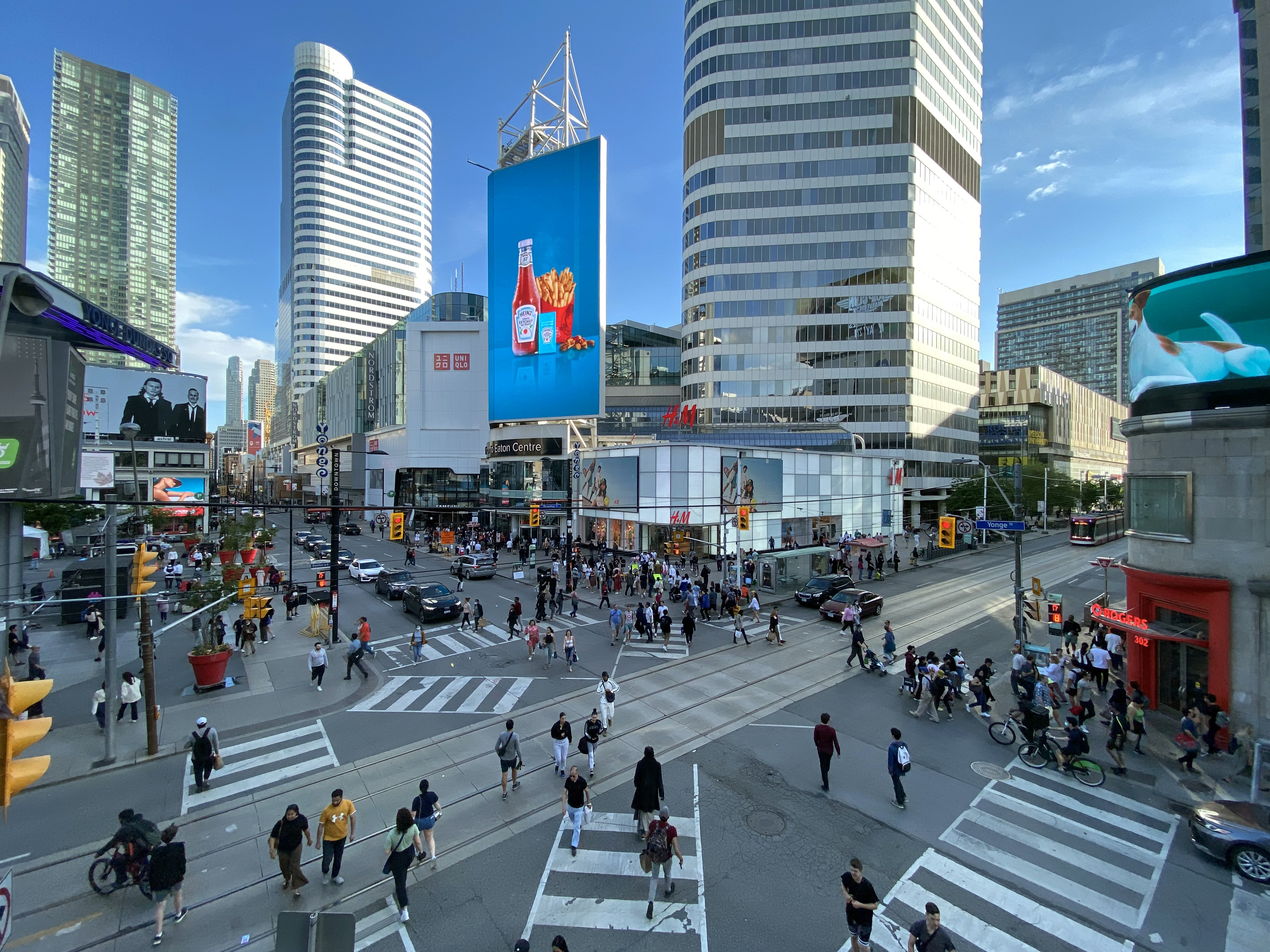
Aspecto de la plaza Yonge-Dundas en 2022.

Yonge-Dundas Square es una plaza ubicada en el distrito financiero de Toronto, Canadá, en la intersección de las calles Yonge y Dundas. Desde su inauguración en 2002 ha albergado numerosos eventos públicos, al punto de convertirse en una de las zonas más concurridas de Toronto. Además de caracterizarse por su actividad, por sus fuentes y por la publicidad luminosa, tiene cerca otros lugares emblemáticos como el Toronto Eaton Centre, el cine Ed Mirvish y la sede de Citytv.
La plaza fue diseñada en 1997 por el estudio Brown and Storey Architects, como parte de un plan de remodelación del este de la ciudad. El propietario es el ayuntamiento de Toronto, mientras que la gestión de las actividades corre a cargo de un consorcio público-privado. En cuanto al transporte público, está conectado con el metro de Toronto y con la red de túneles subterráneos.